# Benny Peled
Aluf Benny Peled (hebrejsky: בני פלד, narozen jako Benjamin Weidenfeld, 18. dubna 1928, Tel Aviv – 13. července 2002) byl generálmajor Izraelských obranných sil. V letech 1973 až 1977 zastával funkci velitele Izraelského vojenského letectva. Je pokládán za jednoho z architektů moderního izraelského letectva.

## Biografie
Narodil se jako Benjamin Weidenfeld v Tel Avivu v mandátní Palestině. Rodina jeho otce, Arie Weidenfelda, přišla do Izraele během první aliji z Rumunska a usadila se v Roš Pina. Jeho otec pracoval v oddělení veřejných prací britské mandátní vlády a byl zodpovědný mimo jiné za výstavbu letišť. Jeho matka, Yona Weidenfeldová (rozená Gurfinkelová) přišla z Polska v roce 1925. Peled byl nejstarší z dětí a měl mladšího bratra a sestru.
Benny Peled byl vstoupil do letectva jako mechanik a stal se jedním z první generace bojových pilotů vycvičených v Izraeli. Během arabsko-izraelské války v roce 1948 sestavil první Messerschmitt Bf 109, který rozmontovaný dorazil do Izraele. Poté se stal pilotem a bojoval ve válce za nezávislost. Ze začátku létal na letadlech Spitfire a Mustang. V polovině 50. let hrál klíčovou roli v přechodu Izraele na proudová letadla. Tehdejší velitel vzdušných sil Dan Tolkovsky je pověřil prozkoumáním nabídky letounů po celém světě a Peled nakonec vybral francouzské letouny Mystère a posléze se stal velitelem první letky těchto strojů. Během Suezské krize se zúčastnil operace Kadeš, při které byl sestřelen nad Sinajskou pouští a zraněn. Stal se tak prvním izraelským pilotem, který použil vystřelovací sedadlo. Na jeho záchranu byl vyslán za nepřátelské egyptské linie letoun Piper Cub, který jej zachránil.
Po válce vystudoval letecké inženýrství na Technionu v Haifě. V roce 1964 se vrátil do aktivní služby jako velitel letecké základny Chacor, jižně od Tel Avivu. V roce 1973 byl jmenován velitelem Izraelského vojenského letectva a tento post zastával až do roku 1977. Pod jeho velením se izraelské letectvo účastnilo Jomkipurské války. Peled posléze kritizoval premiérku Goldu Meirovou za to, že vetovala návrh na preemptivní letecký úder proti Egyptu a Sýrii. Po válce vytvořil nezávislou leteckou zpravodajskou jednotku.
Peled byl znám pro svou výbušnost. Když jeho kolegové z generálního během jomkipurské války navrhli stáhnout jednotky čtyřicet kilometrů od Suezského kanálu, vrazil do velitelského bunkru tak prudce, že popraskala omítka u dveří. „Řekl jsem jim,“ chlubil se o roky později, „že jestli budou pokračovat v ústupu, vrátím se zpět s Uzim a všechny je postřílím.“
V roce 1976 pod jeho velením letectvo podniklo záchrannou operaci Entebbe, jejímž cílem bylo zachránit izraelské rukojmí z Ugandy.
Po odchodu z armády v roce 1977 se stal o rok později prezidentem Elbit Systems a tuto funkci zastával až do roku 1985.